# 小行星3995
小行星3995  境野（英語：3995 Sakaino）是一颗围绕太阳公转的小行星。1988年12月5日，小島卓雄在千代田发现了此天体，以日本東京工業大學名譽教授境野 照雄命名。
这颗小行星的绝对星等为12.1等。